# Dybvod
Dybvod er et fiskeredskab i form af en netpose, der ved hjælp af to tove trækkes hen over bunden. Herved skræmmes fladfisk og andre bundlevende fisk op fra bunden og ind i posen. Nettet trækkes f.eks. fra en båd på vandet eller med hest fra bredden. Alternativt bindes det fast til en pæl, hvor det opfanger fiskene, der svømmer ind i nettet.